# Hütteldorfer Straße metróállomás
Hütteldorfer Straße egy metróállomás Bécsben a bécsi metró U3-as vonalán.

## Szomszédos állomások
A metróállomáshoz az alábbi állomások vannak a legközelebb:
- Kendlerstraße
- Johnstraße

## Átszállási kapcsolatok
| U3 (Ottakring ↔ Simmering) |                        |                         |
| Állomás                    | Átszállási kapcsolatok | Fontosabb létesítmények |
| Hütteldorfer Straße        | 10, 49 N49             |                         |